# Щербатовка (Кировоградская область)
Щербатовка (укр. Щербатівка) — село в Новомиргородской городской общине Новоукраинского района Кировоградской области Украины.
До 2020 года входило в Новомиргородский район
Население по переписи 2001 года составляло 14 человек. Почтовый индекс — 26014. Телефонный код — 5256. Код КОАТУУ — 3523886805.